# هالسنغلاند
هالسنغلاند (بالسويدية: Hälsingland) وهي محافظة سويدية تقع في وسط السويد في منطقة نورلاند تحدها مقاطعات غاستريكلاند ودالارنا وهارجلدان وميديلباد ويحدها خليج بوثنيه من الشرق تسمى هذه المحافظة أحيانا بالإنكليزية هيلسينغيا.
تبلغ مساحة هذه المحافظة 14264 كلم مربع وعدد سكان هذه المحافظة 129221 نسمة والكثافة السكانية لهذه المحافظة هي 9,1 نسمة في الكيلومتر المربع الواحد.

## أعلام
- ليف نيلسون